# Nuarchus
Genre
Nuarchus est un genre de limnoméduses (hydrozoaires) de la famille des Olindiidae.

## Liste d'espèces
Selon World Register of Marine Species (29 mars 2016), Nuarchus comprend l'espèce suivante :
- Nuarchus halius Bigelow, 1912